# Cervantes (revista)
Cervantes, subtitulada «revista mensual ibero-americana», fue una revista literaria publicada entre 1916 y 1920 en Madrid.

## Descripción
Su primer número salió en agosto de 1916. Orientada en sus comienzos al modernismo, pasando después al ultraísmo, fue un vehículo para poetas y escritores españoles, hispanoamericanos y portugueses. También incluía textos traducidos de autores franceses –incluyendo poemas Max Jacob, Guillaume Apollinaire, Mallarmé–, y norteamericanos, entre otros.
Se publicaron un total de 47 números mensuales desde agosto de 1916 a diciembre de 1920, aunque dejó de editarse tras su número 14 (de septiembre de 1917) para salir de nuevo con su número de abril de 1918, a partir del cual ya no numeraban las entregas. Al no tener en cuenta este intervalo, Juan Manuel Bonet en su Diccionario de las vanguardias en España [1907-1936, 155] afirma que salieron 53 números.[cita requerida]
El equipo directivo lo formaba Francisco Villaespesa, Luis Gonzaga Urbina y José Ingenieros como codirectores, y Joaquín Dicenta como subdirector. Contaron con la ayuda de Miguel de Unamuno, Pío Baroja, Emilia Pardo Bazán, Emilio Carrere y Amando Nervo.
Esta revista pasó por diferentes etapas, pero en todas ellas estuvo presente el escritor ecuatoriano César E. Arroyo.[cita requerida]
En sus páginas se publicó el «Ultra. Un manifiesto de la juventud literaria» en enero de 1919, texto que sería reproducido el siguiente marzo en la revista Grecia.

## Comité de redacción
Julio de 1918
- Andrés González-Blanco (sección española)[1]
- César E. Arroyo (sección americana)[1]

Enero de 1919
- Rafael Cansinos Assens (sección de literatura española)[1]
- César E. Arroyo  (sección americana)[1]
- A. Ballesteros de Martos (artes plásticas y también secretario)[1]
- Carlos Bosch (música)[1]
- Eduardo Haro (teatro)[1]
- Joaquín Aznar (política)[1]
- Joaquín Dicenta[1]
- Guillermo de Torre (revista de revistas)[1]